# Eugen Fröhner
Friedrich Eugen Fröhner (* 11. März 1858 in Hirsau; † 21. Juni 1940 in Berlin) war ein deutscher Mediziner und Tierarzt. Er war Leiter der Tierärztlichen Klinik zu Berlin, Verfasser zahlreicher veterinärmedizinischer Lehrbücher und der Begründer der modernen veterinärmedizinischen Fachliteratur. Wirkungsorte Fröhners waren Stuttgart und die Tierärztliche Hochschule Berlin.
1882–1886 Professor für Veterinärmedizin an der Tierärztlichen Lehranstalt in Stuttgart
1886–1926 an Berliner Hochschulen

## Leben
Fröhner studierte Medizin in München und Tübingen sowie Veterinärmedizin in Stuttgart und München. Von 1882 bis 1886 war er Professor für Veterinärmedizin an der Tierärztlichen Lehranstalt in Stuttgart. 1886 wechselte er als Professor für Veterinärmedizin an die Tierärztliche Hochschule in Berlin (heute Fachbereich Veterinärmedizin der Freien Universität Berlin) und nahm gleichzeitig Lehraufgaben an der Landwirtschaftlichen Hochschule Berlin wahr. Von 1904 bis 1906 war er Rektor der Tierärztlichen Hochschule.
Fröhner erhielt vier Ehrendoktortitel für Tiermedizin (Dr. med. vet. h. c.). Von 1932 bis zu seinem Tod war er Mitglied der Deutschen Akademie der Naturforscher Leopoldina zu Halle (Saale).

## Zeittafel
|           | Studium        | Studium der Veterinärmedizin in Stuttgart und München.                        |
|           | Studium        | Studium der Medizin in Göttingen und München.                                 |
| 1886–1926 | Lehrtätigkeit  | Professor für Veterinärmedizin an der Tierärztlichen Hochschule in Berlin.    |
| 1895–1926 | Lehrtätigkeit  | Professor für Veterinärmedizin an der Landwirtschaftlichen Hochschule Berlin. |
| 1904–1906 | Funktion       | Rektor der Tierärztlichen Hochschule.                                         |
| 1932–1940 | Mitgliedschaft | Mitglied der Deutschen Akademie der Naturforscher Leopoldina zu Halle/Saale.  |